# Marie Gillain

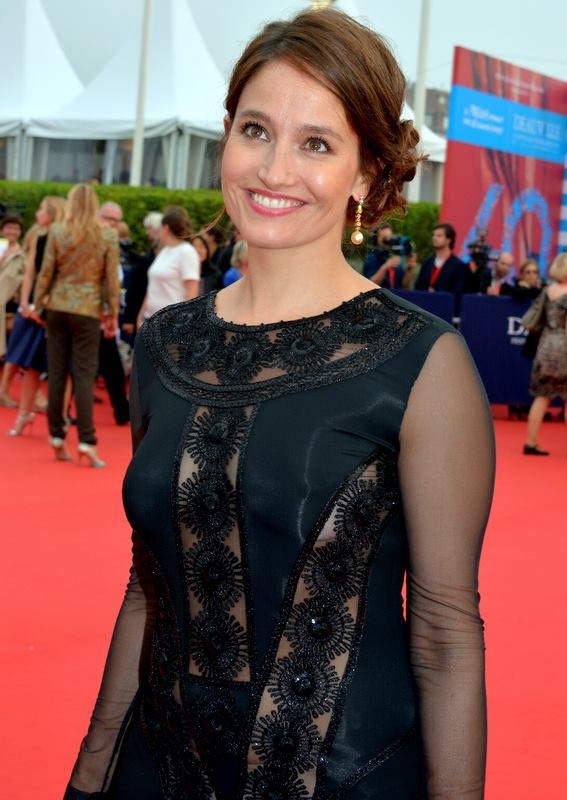
Marie Gillain (2014)

Marie Gillain (* 18. Juni 1975 in Lüttich) ist eine belgische Schauspielerin.

## Leben
Gillain wurde 1992 für Mein Vater, der Held und 1996 für Der Lockvogel für den französischen Filmpreis César als Beste Nachwuchsschauspielerin sowie 1998 für Duell der Degen als Beste Hauptdarstellerin nominiert. 1996 erhielt sie den Romy-Schneider-Preis.
1999 spielte sie die Hauptrolle der Haremssklavin Safiye in dem türkischen Spielfilm Nacht im Harem, welcher das Leben der letzten Haremssklavinnen des Osmanischen Reiches thematisiert, die 1908 mit der Entmachtung von Sultan Abdülhamid II. im Zuge der Jungtürkischen Revolution den aufgelösten Harem verließen.
Für ihre Hauptrolle einer jungen Richterin in Philippe Liorets Spielfilm Toutes nos envies, die sich in einen älteren, desillusionierten Arbeitskollegen (gespielt von Vincent Lindon) verliebt, wurde sie 2012 abermals für den César nominiert.

## Filmografie (Auswahl)
- 1991: Mein Vater, der Held (Mon père, ce héros)
- 1993: Ein Mann am Meer (Un homme à la mer) (TV)
- 1994: Marie
- 1995: Der Lockvogel (L’appât)
- 1996: Wahlverwandtschaften (Le affinità elettive)
- 1997: Duell der Degen (Le bossu)
- 1997: Un air si pur
- 1998: La cena
- 1999: Nacht im Harem (Harem Suare)
- 2000: Laissons Lucie faire!
- 2001: Absolument fabuleux
- 2001: Barnie et ses petites contrariétés
- 2002: Laissez-passer
- 2003: Ihr letzter Coup (Ni pour ni contre (bien au contraire))
- 2004: Was Frauen wirklich wollen (Tout le plaisir est pour moi)
- 2005: La voie de Laura (TV)
- 2005: Wie in der Hölle (L’enfer)
- 2006: Black Box
- 2007: Fragile – Nina
- 2007: Fred Vargas – Fliehe weit und schnell (Pars vite et reviens tard)
- 2008: Female Agents – Geheimkommando Phoenix (Les femmes de l’ombre)
- 2008: Magique!
- 2008: La très très grande entreprise
- 2009: Coco Chanel – Der Beginn einer Leidenschaft (Coco avant Chanel)
- 2010–2013: Der kleine Prinz (Le petit prince, Fernsehserie, nur Stimme)
- 2011: All unsere Wünsche (Toutes nos envies)
- 2013: Landes
- 2014: Valentin Valentin
- 2016: Mirage d’amour avec fanfare
- 2017–2018: Remember (Fernsehserie)
- 2018: Speakerine (Fernsehserie)
- 2019: Calls (Fernsehserie)
- 2021: Mystère: Victorias geheimnisvoller Freund (Mystère)
- 2022: Goliath
- 2023: Die einfachen Dinge (Les choses simples)
- 2024: Maria
- 2024: Ich lasse mir nichts mehr gefallen (Je ne me laisserai plus faire)